# 青山眞二
青山 眞二（あおやま しんじ、1955年 - ）は、北海道教育大学札幌校教授。

## 略歴・人物
- 1955年生まれ。北海道教育大学札幌校の特別支援教育専攻、教授。
- 大学での担当講義は、知的障害児の心理教育アセスメント、情緒障害教育、特別支援教育、特別支援教育演習、知的障害臨床実習、心理教育アセスメント特論、心理教育アセスメント特別演習など。近隣の保護者や子どもが定期的に臨床スペースを訪れ、学生・院生とともに相談・臨床指導活動を行っている。自閉症や広汎性発達障害に詳しい。

## 研究
研究テーマは、「発達障害児における心理アセスメントと長所活用型指導」である。

## 特別支援教育
日本版K-ABCの改訂に従事している。